# Dudi
Dudi (en rus: Дуди) és un poble del krai de Khabàrovsk, a Rússia, que el 2018 tenia 272 habitants.